# Ranxeria Blue Lake
La ranxeria Blue Lake Rancheria d'amerindis wiyots, yuroks, i Hupa es troba al nord-oest de la ciutat de Blue Lake al comtat de Humboldt (Califòrnia) d'aproximadament 76 acres (0,31 km²).

## Història
Per l'Ordre Executiva el 24 de desembre 1908 va ser establerta una zona d'aproximadament 26 acres (0,11 km²), anomenada Ranxeria Blue Lake, per tal de proporcionar refugi a amerindis sense terres ni llar, però la ranxeria fou terminada en 1954 pel Govern Federal.
En 1966 el Govern dels Estats Units va tornar la ranxeria Blue Lake a la tribu i va llevar tots els drets nadius als ciutadans de la tribu.
Una demanda col·lectiva, Tillie Hardwick v. United States of America, fou guanyada en 1983 per 17 ranxeries inclosa la ranxeria Blue Lake; el govern federal va rebre l'ordre de reincorporar el reconeixement federal a tots els demandants. Aquests drets van ser retornats el 1989 i la tribu ara opera sota la seva pròpia constitució.
En gener de 2008 fou establida la Cort Tribal de la Ranxeria Blue Lake per jutjar assumptes civils i penals dins la reserva.